# Snowboard aux Jeux olympiques de la jeunesse d'hiver de 2024
Navigation
2020 2028
Les épreuves de snowboard  aux Jeux olympiques de la jeunesse d'hiver de 2024 ont lieu du 20 au 28 janvier 2024 au Bokwang Phoenix Park en Corée du Sud.

## Qualifications
Chaque discipline a ses propres règles. Pour être éligibles, les participants doivent être nés :
- Snowboard Cross: 1 janvier 2006 au 31 décembre 2008.
- Halfpipe : 1 janvier 2006 au 31 décembre 2009.
- Slopestyle & Big Air: 1 janvier 2006 au 31 décembre 2009.

Les athlètes n'ayant obtenu que des points FIS en snowboard Slopestyle aux JOJ sont également éligibles pour prendre le départ de l'épreuve snowboard Big Air.
Les quotas par discipline sont les suivants
| Sexe                       | Halfpipe | Slopstyle/Big Air | Snowboard cross | Total |
| -------------------------- | -------- | ----------------- | --------------- | ----- |
| Nombre de places masculins | 16       | 22                | 28              | 66    |
| Nombre de places féminins  | 16       | 22                | 28              | 66    |

Chaque comité peut engager sur chaque concours individuel deux athlètes. Le pays hôte est assuré de deux quota par épreuve individuelle.
Les quotas sont attribués selon des classements par comité nationaux qui prennent en compte uniquement les résultats les athlètes des tranches d'âge des JOJ pendant la période de qualification à partir du 1er juillet 2022 au 17 décembre 2023. Cette liste est utilisée pour départager des attributions en cas d'égalité de point.
- pour le Freeski Slopestyle / Big Air, seuls les points FIS pour le Freeski Slopestyle sera utilisée.

Les résultats des championnats du monde juniors de snowboard FIS 2023 (qui a eu lieu en mars 2023 à Airolo en Suisse) déterminent certains quotas
- Snowboard cross : les neuf meilleures nations (masculin /féminin) et le pays hôte ont droit à deux places de quota dans l'épreuve respective,
- Slopestyle /  Big Air : les sept meilleures nations (masculin /féminin) et le pays hôte ont droit à deux places de quota dans l'épreuve respective ; les points Freeski Slopestyle et Big Air sont ajoutés,
- Halfpipe : les cinq meilleures nations (masculin /féminin) et le pays hôte ont droit à deux places de quota dans l'épreuve respective,

Les places restantes dans les épreuves seront distribuées avec un maximum d'un athlète par CNO au CNO classé suivant dans les épreuves respectives jusqu'à ce que le quota maximum de places par épreuve soit atteint.
S'il restait toutefois des places, on utiliserait le classement en date du 18 décembre 2023.
| Critères            | Féminins | Masculins |
| ------------------- | --- | --- |
| Pays Hôte           | Corée du Sud (2)                                                                                                | Corée du Sud (2)                                                                                                  |
| Top 9 WJC 2023      | Australie (2) Autriche (2) Canada (2) Tchéquie (2) France (2) Allemagne (2) Italie (2) Japon (2) États-Unis (2) | Australie (2) Autriche (2) Canada (2) Tchéquie (2) Espagne (2) France (2) Allemagne (2) Italie (2) États-Unis (2) |
| Classement WJC 2023 | Bulgarie (1) Espagne (1) Estonie (1) Hongrie (1) Norvège (1) Roumanie (1) Suisse (1) Slovaquie (1)              | Andorre (1) Argentine (1) Brésil (1) Japon (1) Pays-Bas (1) Roumanie (1) Suisse (1) Ukraine (1)                   |

| Critères            | Féminins                                                                                      | Masculins                                                                                 |
| ------------------- | --------------------------------------------------------------------------------------------- | ----------------------------------------------------------------------------------------- |
| Pays Hôte           | Corée du Sud (2)                                                                              | Corée du Sud (2)                                                                          |
| Top 7 WJC 2023      | Australie (2) Chine (2) Italie (2) Japon (2) Pays-Bas (2) Nouvelle-Zélande (2) États-Unis (2) | Brésil (2) Canada (2) France (2) Italie (2) Japon (2) Nouvelle-Zélande (2) États-Unis (2) |
| Classement WJC 2023 | Chili (1) Chine (1) Tchéquie (1) Estonie (1) Suisse (1) Émirats arabes unis (1)               | Australie (1) Finlande (1) Grande-Bretagne (1) Norvège (1) Suisse (1) Slovaquie (1)       |

| Critères            | Féminins         | Masculins        |
| ------------------- | ---------------- | ---------------- |
| Pays Hôte           | Corée du Sud (2) | Corée du Sud (2) |
| Top 5 WJC 2023      | Manche annulée   | Manche annulée   |
| Classement WJC 2023 | Manche annulée   | Manche annulée   |

Un CNO peut inscrire un maximum de deux équipes dans l'épreuve mixte de snowboard cross et deux équipes dans les épreuves de bosses parallèles en double équipe mixte. Chaque équipe est composée d'un (1) homme et d'une (1) femme déjà qualifiés et inscrits à l'épreuve individuelle correspondante..

## Résultats

### Hommes
| Épreuve         | Or            | Or            | Argent              | Argent         | Bronze                 | Bronze         |
| --------------- | ------------- | ------------- | ------------------- | -------------- | ---------------------- | -------------- |
| Half-pipe       | Lee Chae-un   | 88,50 pts     | Alessandro Barbieri | 84,75 pts      | Ryusei Yamada          | 83,00 pts      |
| Big air         | Eli Bouchard  | 183,25 pts    | Oliver Martin       | 179,50 pts     | Campbell Melville Ives | 153,00 pts     |
| Slopestyle      | Lee Chae-un   | 96,00 pts     | Eli Bouchard        | 90,00 pts      | Romain Allemand        | 89,25 pts      |
| Snowboard cross | Jonas Chollet | Jonas Chollet | Anthony Shelly      | Anthony Shelly | Zion Bethonico         | Zion Bethonico |

### Femmes
| Épreuve         | Or             | Or             | Argent                     | Argent                     | Bronze              | Bronze     |
| --------------- | -------------- | -------------- | -------------------------- | -------------------------- | ------------------- | ---------- |
| Half-pipe       | Rise Kudo      | 90,75 pts      | Sara Shimizu               | 84,50 pts                  | Lura Wick           | 78,00 pts  |
| Big air         | Yura Murase    | 154,25 pts     | Rebecca Flynn              | 153,00 pts                 | Lucia Georgalli     | 152,00 pts |
| Slopestyle      | Hanna Karrer   | 89,00 pts      | Lucia Georgalli            | 88,25 pts                  | Vanessa Volopichová | 87,00 pts  |
| Snowboard cross | Noémie Wiedmer | Noémie Wiedmer | Maja-Li Iafrate-Danielsson | Maja-Li Iafrate-Danielsson | Léa Casta           | Léa Casta  |

### Mixte
| Épreuve                    | Or                                | Argent                                             | Bronze                                   |
| -------------------------- | --------------------------------- | -------------------------------------------------- | ---------------------------------------- |
| Snowboard cross par équipe | France- Jonas Chollet - Léa Casta | France- Benjamin Niel - Maja-Li Iafrate Danielsson | Australie- William Martin - Abbey Wilson |

## Tableau des médailles
| Rang  | Nation           | Or | Argent | Bronze | Total |
| ----- | ---------------- | -- | ------ | ------ | ----- |
| 1     | France           | 2  | 2      | 2      | 6     |
| 2     | Japon            | 2  | 1      | 1      | 4     |
| 3     | Corée du Sud     | 2  | 0      | 0      | 2     |
| 4     | Canada           | 1  | 2      | 0      | 3     |
| 5     | Suisse           | 1  | 0      | 1      | 2     |
| 6     | Autriche         | 1  | 0      | 0      | 1     |
| 7     | États-Unis       | 0  | 3      | 0      | 3     |
| 8     | Nouvelle-Zélande | 0  | 1      | 2      | 3     |
| 9     | Australie        | 0  | 0      | 1      | 1     |
| 9     | Brésil           | 0  | 0      | 1      | 1     |
| 9     | Tchéquie         | 0  | 0      | 1      | 1     |
| Total | Total            | 9  | 9      | 9      | 27    |